# Ragas primigenia
Ragas primigenia är en tvåvingeart som beskrevs av Axel Leonard Melander 1945. Ragas primigenia ingår i släktet Ragas och familjen dansflugor.
Artens utbredningsområde är Kalifornien. Inga underarter finns listade i Catalogue of Life.